# Liste des conseillers départementaux des Landes
Pour un article plus général, voir Conseil départemental des Landes.
Cet article présente la composition du Conseil départemental des Landes ainsi que ses élus à partir de 2015. Pour les élus des mandatures précédentes, voir la liste des conseillers généraux des Landes.

## Composition du conseil départemental desLandes(30 sièges)
| Parti                                | Sigle | Élus |
| ------------------------------------ | ----- | ---- |
| Majorité (20 sièges)                 |       |      |
| Parti communiste                     | PCF   | 3    |
| Parti socialiste                     | PS    | 17   |
| Opposition (10 sièges)               |       |      |
| Divers droite                        | DVD   | 3    |
| Les Républicains                     | LR    | 3    |
| Union des démocrates et indépendants | UDI   | 1    |
| MoDem                                | MoDem | 3    |
| Président du Conseil départemental   |       |      |
| Xavier Fortinon (PS)                 |       |      |

## Liste des conseillers départementaux
| Canton                  | Conseiller départemental | Étiquette | Étiquette | Autre Fonction |
| Adour Armagnac          | Xavier Lagrave           |           | UDI       | Maire d'Aire-sur-l'Adour |
| Adour Armagnac          | Marie-France Gauthier    |           | DVD       | Ancienne adjointe au maire de Grenade-sur-l'Adour (2014-2020) |
| Chalosse Tursan         | Olivier Martinez         |           | PS        | 8e Vice-Président du Conseil départemental des Landes Conseiller municipal de Saint-Sever Conseiller communautaire de la Communauté de communes Chalosse Tursan                                          |
| Chalosse Tursan         | Monique Lubin            |           | PS        | Sénatrice des Landes Conseillère municipale d'Hagetmau |
| Côte d'Argent           | Xavier Fortinon          |           | PS        | Président du Conseil départemental des Landes Président de la Communauté de communes de Mimizan Conseiller municipal de Mimizan                                                                          |
| Côte d'Argent           | Muriel Lagorce           |           | PS        | 4e Vice-Présidente du Conseil départemental des Landes |
| Coteau de Chalosse      | Odile Lafitte            |           | PS        | 2e Vice-Présidente du Conseil départemental des Landes Présidente du Sietom de Chalosse Conseillère municipale d'Amou Conseillère communautaire de la Communauté de communes Coteaux et Vallées des Luys |
| Coteau de Chalosse      | Didier Gaugeacq          |           | PS        | Remplaçant d'Henri Emmanuelli à la suite de son décès Maire de Cassen 2e Vice-Président de la Communauté de communes Terres de Chalosse                                                                  |
| Dax-1                   | Cathy Delmon             |           | PS        | Ancienne Maire de Saint-Paul-lès-Dax (2014-2020) |
| Dax-1                   | Henri Bedat              |           | PS        | Maire de Saint-Vincent-de-Paul |
| Dax-2                   | Gloria Dorval            |           | PS        | Adjointe au maire d'Heugas Conseillère communautaire de la Communauté d'agglomération du Grand Dax |
| Dax-2                   | Gabriel Bellocq          |           | PS        | Ancien maire de Dax (2008-2016) |
| Grands Lacs             | Alain Dudon              |           | LR        | Ancien maire de Biscarrosse Ex-Président de la Communauté de communes des Grands Lacs |
| Grands Lacs             | Patricia Cassagne        |           | LR        | Maire de Lüe Vice-Présidente de la Communauté de communes des Grands Lacs |
| Haute Lande Armagnac    | Magali Valiorgue         |           | PS        | Adjointe au maire de Sabres Conseillère communautaire de la Communauté de communes Cœur Haute Lande |
| Haute Lande Armagnac    | Dominique Coutière       |           | PS        | 1er Vice-Président du Conseil départemental des Landes Maire de Labrit Président de la Communauté de communes Cœur Haute Lande                                                                           |
| Marensin-Sud            | Anne-Marie Dauga         |           | DVD       | Conseillère municipale de Soustons Conseillère communautaire de la Communauté de communes de Maremne-Adour-Côte-Sud                                                                                      |
| Marensin-Sud            | Lionel Camblanne         |           | LR        | Ancien maire de Seignosse (2014-2020) Conseiller communautaire de la Communauté de communes de Maremne-Adour-Côte-Sud                                                                                    |
| Mont-de-Marsan-1        | Chantal Gonthier         |           | DVD       | |
| Mont-de-Marsan-1        | Mathieu Ara              |           | MoDem     | Directeur de cabinet de Geneviève Darrieussecq (secrétaire d'Etat aux Armées) |
| Mont-de-Marsan-2        | Muriel Crozes            |           | MoDem     | Remplaçante de Geneviève Darrieussecq devenue secrétaire d'Etat aux Armées Conseillère municipale de Mont-de-Marsan Conseillère communautaire de Mont-de-Marsan Agglomération                            |
| Mont-de-Marsan-2        | Pierre Mallet            |           | MoDem     | Maire de Benquet 5e Vice-Président de Mont-de-Marsan Agglomération |
| Orthe et Arrigans       | Rachel Durquety          |           | PS        | 6e Vice-Présidente du Conseil départemental des Landes |
| Orthe et Arrigans       | Yves Lahoun              |           | PCF       | 5e Vice-Président du Conseil départemental des Landes Ancien maire de Pouillon |
| Pays morcenais tarusate | Dominique Degos          |           | PS        | 9e Vice-Présidente du Conseil départemental des Landes Ancienne adjointe au maire de Tartas Conseillère communautaire de la Communauté de communes du Pays Tarusate                                      |
| Pays morcenais tarusate | Paul Carrère             |           | PS        | 7e Vice-Président du Conseil départemental des Landes Maire de Morcenx-la-Nouvelle Vice-Président de la Communauté de communes du Pays Morcenais                                                         |
| Pays tyrossais          | Sylvie Bergeroo          |           | PS        | |
| Pays tyrossais          | Jean-Luc Delpuech        |           | PS        | 3e Vice-Président du Conseil départemental des Landes Maire de Labenne Conseiller communautaire de la Communauté de communes de Maremne-Adour-Côte-Sud                                                   |
| Seignanx                | Eva Belin                |           | PCF       | Maire d'Ondres |
| Seignanx                | Jean-Marc Lespade        |           | PCF       | Maire de Tarnos Conseiller communautaire de la Communauté de communes du Seignanx |